# Rhynchospora recognita
Rhynchospora recognita är en halvgräsart som först beskrevs av Shirley Gale, och fick sitt nu gällande namn av Robert Kral. Rhynchospora recognita ingår i släktet småag, och familjen halvgräs. Inga underarter finns listade i Catalogue of Life.